# گونزالو هررو
گونزالو هررو (انگلیسی: Gonzalo Herrero؛ زادهٔ ۵ اکتبر ۱۹۸۹) بازیکن فوتبال اهل اسپانیا است.
از باشگاه‌هایی که در آن بازی کرده‌است می‌توان به باشگاه فوتبال راسینگ سانتاندر اشاره کرد.